# Лавренюк Юрій Федорович
Лавренюк Юрій Федорович (нар. 25 квітня 1980, с. Дермань,  Здолбунівський район, Рівненська область, УРСР) — український державний службовець, кандидат наук з державного управління; заступник Міністра інфраструктури України (2016—2019), член Національної ради з питань антикорупційної політики (2019—2020), ветеран АТО (2014—2015). Ідеолог антикорупційних реформ при Міністерстві інфраструктури України.

## Біографія

### Ранні роки та освіта
Юрій Лавренюк народився 25 квітня 1980 року, у селі Дермань, Здолбунівського району, Рівненської області, УРСР. Дитинство провів у Кам'янець-Подільському, Хмельницької області, де і закінчив загальноосвітню школу.
З 1995 по 1999 роки навчався в Кам'янець-Подільському індустріальному технікумі на електротехнічному факультеті.
З 2000 по 2004 рік навчався в Тернопільській академії народного господарства, інститут фінансів. Здобув кваліфікацію спеціаліста з фінансів.
У 2008 році пройшов курс навчання організований офісом НАТО в Україні в м. Шрайвенем (Великобританія) на тему: «Протидія корупції в сфері національної безпеки та оборони».
З 2010 по 2014 роки здобув ступінь магістра державного управління у сфері національної безпеки та оборони в Національній академії державного управління при Президентові України.
У 2012 році на запрошення Державного департаменту США за підтримки Посольства США в Україні пройшов курс навчання в Сполучених Штатах Америки, в рамках програми «Open World Leadership Program» на тему: «Протидія корупції на публічній службі».
З 2014 по 2018 роки навчався на аспірантурі Національної академії державного управління при Президентові України, де здобув ступінь кандидата наук з державного управління. Лавренюк захистив дисертацію на тему: «Становлення публічного управління у сфері запобігання корупції в Україні: організаційно-правовий аспект».
З 2017 по 2018 рік здобував ступінь магістра на кафедрі «Правоохоронної діяльності» Національного університету «Одеська юридична академія».

### Кар'єра
У 1999 році розпочав службу у 1-му територіальному управлінні Державної служби спеціального зв'язку та захисту інформації України Служби безпеки України.
У 2000 році перейшов до МВС у підрозділ карного розшуку Кам'янець-Подільського МВ УМВС України в Хмельницькій області, де займав оперативні та керівні посади.
В 2005 році переведений до Києва.
З 2006 року по 2014 рік перебував на посаді позаштатного консультанта Комітету Верховної Ради України з питань боротьби з організованою злочинністю та корупцією, пізніше був помічником-консультантом народного депутата України, голови підкомітету цього ж Комітету.
У 2006 році за ініціативою Юрія Лавренюка було створено неурядову всеукраїнську організацію — Всеукраїнська Спеціальна Колегія з питань боротьби з корупцією та організованою злочинністю. Лавренюк перебував на посаді голови Колегії з 2006 по 2014 рік. В грудні 2014 року обраний головою Наглядової ради Колегії на громадських засадах.
У 2014 році повернувся на службу в МВС. З 2014 роки по 2016 рік обіймав керівні посади у Міністерстві внутрішніх справ України, зокрема у Головному управлінні МВС України у Донецькій області, Департаменту внутрішньої безпеки, а також був керівником Управління запобігання корупції та проведення люстрації Міністерства внутрішніх справ України.
З 2014 по 2015 рік був учасником Антитерористичної операції на Сході України, ветеран війни.
З 18 травня 2016 року по 31 жовтня 2019 року перебував на посаді заступника Міністра інфраструктури України.
З травня 2019 по червень 2020 року перебував у складі Наглядової ради ДП «Міжнародний аеропорт „Бориспіль“» як уповноважений держави.
З червня 2019 по серпень 2020 року був у складі Національної ради з питань антикорупційної політики.
З лютого 2020 року — віце-президент з операцій у Східній Європі, Азії та на Близькому Сході компанії LAVR INTERNATIONAL LLC USA.

### Викладацька та наукова діяльність
З 1 вересня 2018 року по сьогодні є доцентом кафедри менеджменту Національного університету інфраструктури і технологій.
З листопада 2019 року по вересень 2022 року — професор кафедри адміністративного, конституційного та міжнародного права Київського інституту інтелектуальної власності Національного університету «Одеська юридична академія».
Юрій Лавренюк є автором низки наукових праць та статей на тему: «Запобігання та протидія корупції».

## Нагороди
- відзнака «Честь, Мужність, Закон» Комітету Верховної Ради України з питань боротьби з корупцією та організованою злочинністю,
- відзнака МВС України «Вогнепальна зброя».[6]

## Особисте життя
Має двох дітей.